# Загожиці (Малопольське воєводство)
Загожиці (пол. Zagorzyce) — село в Польщі, у гміні Мехув Меховського повіту Малопольського воєводства.
Населення — 222 особи (2011).
У 1975-1998 роках село належало до Келецького воєводства.

## Демографія
Демографічна структура станом на 31 березня 2011 року:
|          | Загалом | Допрацездатний вік | Працездатний вік | Постпрацездатний вік |
| -------- | ------- | ------------------ | ---------------- | -------------------- |
| Чоловіки | 112     | 18                 | 79               | 15                   |
| Жінки    | 110     | 24                 | 58               | 28                   |
| Разом    | 222     | 42                 | 137              | 43                   |